# Kadov (Žďár nad Sázavou-i járás)
Kadov település Csehországban, a Žďár nad Sázavou-i járásban. Kadov Fryšava pod Žákovou horou, Nové Město na Moravě, Kuklík és Sněžné településekkel határos. Lakosainak száma 161 fő (2024. január 1.).

## Népesség
A település lakosságának változását az alábbi diagram mutatja:
| Lakosok száma | 431  | 357  | 339  | 214  | 157  | 126  | 143  | 152  | 164  | 161  |
|               | 1869 | 1890 | 1921 | 1950 | 1980 | 2001 | 2017 | 2019 | 2022 | 2024 |